# Maria Meyer-Sevenich

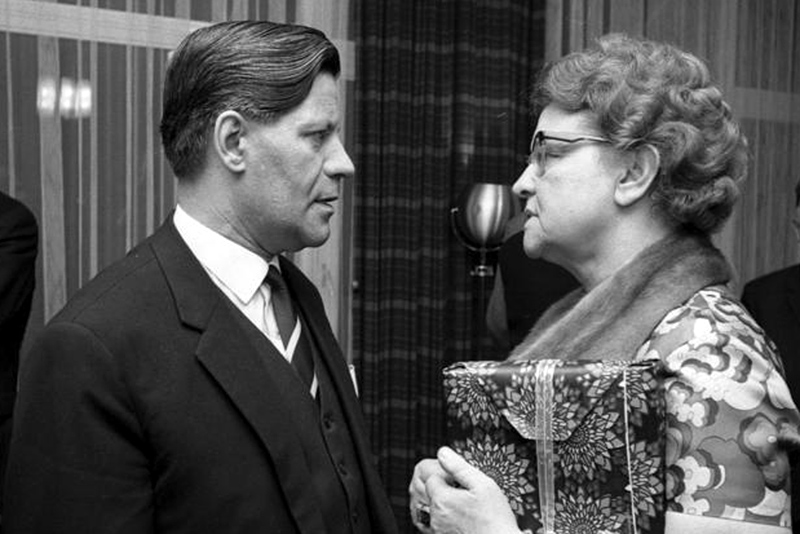
Maria Meyer-Sevenich im Jahre 1967 zusammen mit Helmut Schmidt

Maria Meyer-Sevenich (geb. Sevenich; * 27. April 1907 in Köln; † 3. März 1970 in Hannover) war eine deutsche Politikerin (SAPD, KPD, CDU, SPD und wieder CDU). Sie war von 1947 bis zu ihrem Tod Mitglied des Niedersächsischen Landtages und von 1965 bis 1967 Landesministerin für Bundesangelegenheiten, Vertriebene und Flüchtlinge.

## Herkunft und Jugend
Maria Sevenich wurde am 27. April 1907 als Tochter eines Kölner Schmiedemeisters geboren. Nach dem Besuch der Volksschule und der Städtischen Handelsschule in Köln absolvierte sie zunächst eine Ausbildung zur Büroangestellten, holte später in Abendkursen ihr Abitur (Sonderbegabtenreifeprüfung) nach und nahm 1929 ein Studium der Rechtswissenschaften und Philosophie in Frankfurt am Main auf. Aus politischen Gründen musste sie ihr Studium nach acht Semestern abbrechen, da sie nicht zur Examensprüfung zugelassen wurde.

## Erste politische Aktivitäten
Meyer-Sevenich hatte sich während ihres Studiums dem KJVD angeschlossen. Sie trat 1928 in die SPD ein, verließ die Partei aber nach kurzer Zeit und war 1931 Mitbegründerin der SAPD. Seit 1932 war sie zusätzlich Mitglied der trotzkistischen Linken Opposition in der KPD (LO), wo sie mit dem später als GPU-Agenten entlarvten Leitungsmitglied Roman Well eng kooperierte. Im Januar 1933 trat sie gemeinsam mit der 35-köpfigen Gruppe um Well aus der LO und der SAPD aus und wechselte zur KPD über. 1937 verließ sie die KPD wieder.

## Widerstand und Exil
Nach der Machtübernahme der Nationalsozialisten wurde Sevenich aufgrund einer Denunziation eines Kommunisten zweimal verhaftet. Sie floh Ende 1933 in die Schweiz und ging von dort aus 1937 nach Frankreich. In der Folgezeit distanzierte sie sich vom Kommunismus und wandte sich der katholischen Kirche zu. Sie begann ein Studium der französischen Sprache. Im Juni 1942 wurde sie von der Gestapo verhaftet, nach Deutschland überführt und hier von einem Sondergericht zu zwei Jahren Zuchthaus verurteilt. Nach der Verbüßung der Strafe in der Justizvollzugsanstalt Schwalmstadt wurde sie erneut in Gestapohaft genommen. 1945 wurde sie beim Einmarsch amerikanischer Truppen aus dem Zuchthaus in Darmstadt befreit.

## Nachkriegszeit
Nach dem Zweiten Weltkrieg beteiligte sie sich an der Gründung der Deutschen Aufbau-Bewegung (DAB) in Darmstadt, einer überkonfessionellen, christlich-sozialen und antikommunistischen Partei, und war deren Geschäftsführerin. Die DAB schloss sich im November 1945 mit anderen örtlichen Parteigründungen zur Christlich Demokratischen Union (CDU) in Groß-Hessen zusammen. Meyer-Sevenich wurde in deren Landesvorstand gewählt. Im Oktober 1946 trat sie in einen 30-tägigen Hungerstreik, um die alliierte Besatzungsmacht und die Weltöffentlichkeit auf die zu erwartende Hungerkatastrophe im Winter 1946/1947 aufmerksam zu machen. Von 1946 bis 1947 war sie auch katholische Landesvorsitzende des Landesfrauenausschusses der CDU, der heutigen Frauen-Union. Nun radikale Gegnerin des Marxismus geworden, lehnte sie die 1946 gebildete Große Koalition unter SPD-Führung in Hessen ab, was zu Konflikten in der damals eher links orientierten CDU Hessen führte. 1947 heiratete sie Werner Meyer, den damaligen Vorsitzenden der Jungen Union im CDU-Landesverband Hannover. Außerdem fungierte sie seit 1949 als Herausgeberin des Informationsdienstes für Fragen christlicher Politik.

## Abgeordnete und Ministerin
Meyer-Sevenich war 1946 Mitglied des Beratenden Landesausschusses sowie der Verfassungberatenden Landesversammlung von Groß-Hessen. Nach ihrer Übersiedlung nach Niedersachsen wurde sie 1947 für die CDU in den Niedersächsischen Landtag gewählt, dem sie von der ersten bis zu ihrem Tode während der sechsten Wahlperiode angehörte. Aufgrund grundsätzlicher Differenzen wirtschafts- und sozialpolitischer Art (gegenüber Kurt Schumacher schrieb sie von der „asoziale(n) freie(n) Marktwirtschaft“) verließ sie im Mai 1948 die CDU. Anschließend war sie unabhängiges Mitglied des Parlamentes, ehe sie im September des gleichen Jahres in die SPD-Fraktion aufgenommen wurde. Im Oktober 1949 trat sie erneut der SPD bei.
Nach dem Tod von Curt Miehe wurde Meyer-Sevenich am 13. Oktober 1965 als Ministerin für Bundesangelegenheiten, Vertriebene und Flüchtlinge in die von Ministerpräsident Georg Diederichs geführte Regierung des Landes Niedersachsen (Kabinett Diederichs III) berufen. Am 5. Juli 1967 wurde sie in dieser Funktion von Herbert Hellmann abgelöst. Im Februar 1970 trat sie wegen Differenzen in der Ost- und Deutschlandpolitik aus der SPD aus und wurde kurz vor ihrem Tode erneut in die CDU aufgenommen. Meyer-Sevenich starb am 3. März 1970 an den Folgen einer Diabetes-Erkrankung.

## Schriften (Auswahl)
- Die Frau in der Verantwortung der Zeit. Bitter, Recklinghausen 1946.
- Neue Wege der Politik. Henkel, Stuttgart 1946.
- Um Schuld und Not unserer Zeit. Realpolitische Erwägungen über Kollektiv- und Individualschuld und das christliche Menschenbild. Bitter, Recklinghausen 1946.
- Unser Gesicht. Vortrag auf dem 1. Reichstreffen der Christlich-Demokratischen Union in Bad Godesberg. Abhandlung über christlichen und marxistischen Sozialismus. Bitter, Recklinghausen 1946.
- Und sechzehnmal brannte der Weihnachtsbaum. Gedanken und Erinnerungen aus ernster Zeit (1932–1947). Degener, Hannover ca. 1948.
- Fragen der Wirtschaft. Degener, Hannover 1948.
- Gebt dem Kaiser, was des Kaisers ist. Ein Beitrag zur Geschichte des politischen Katholizismus. Auerdruck, Hamburg 1949.
- Vertrieben und nicht aufgenommen. Fackelträger-Verl., Hannover 1949.
- Elternrecht und Kindesrecht. Europäische Verlags-Anstalt, Frankfurt/M. 1954.
- Ansprachen über die Vertriebenen, Heimat, Vaterland, Europa, Gerechtigkeit für Mensch und Volk . Bergstadtverlag Korn, München 1967.
- Impressionen und Gedanken. Aus dem Alltag eines Vertriebenenministers. Gesamtdeutsche Fragen in ihrem Verhältnis zu Heimatvertriebenen, Flüchtlingen und Einheimischen. Rautenberg, Leer 1967.

## Ehrungen
- 1962: Niedersächsisches Großes Verdienstkreuz[6]
- 1966: Großes Verdienstkreuz der Bundesrepublik Deutschland[6]
- Maria-Sevenich-Weg in Darmstadt